# Heřmanice u Oder
Heřmanice u Oder (deutsch Groß Hermsdorf) ist eine Gemeinde in Tschechien. Sie liegt im Moravskoslezský kraj im Dreieck Ostrava, Opava, Nový Jičín.

## Geschichte

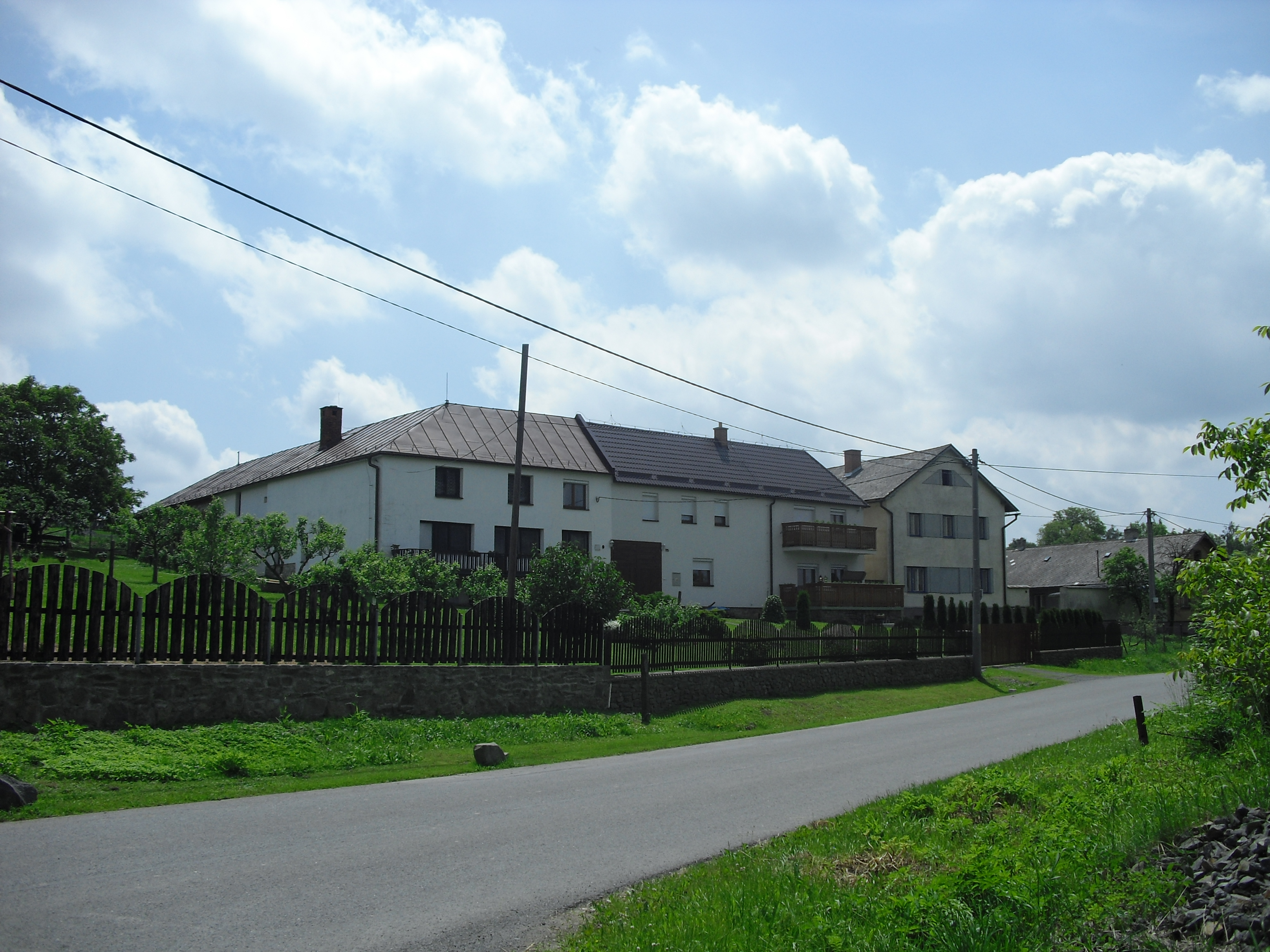
Groß Hermsdorf

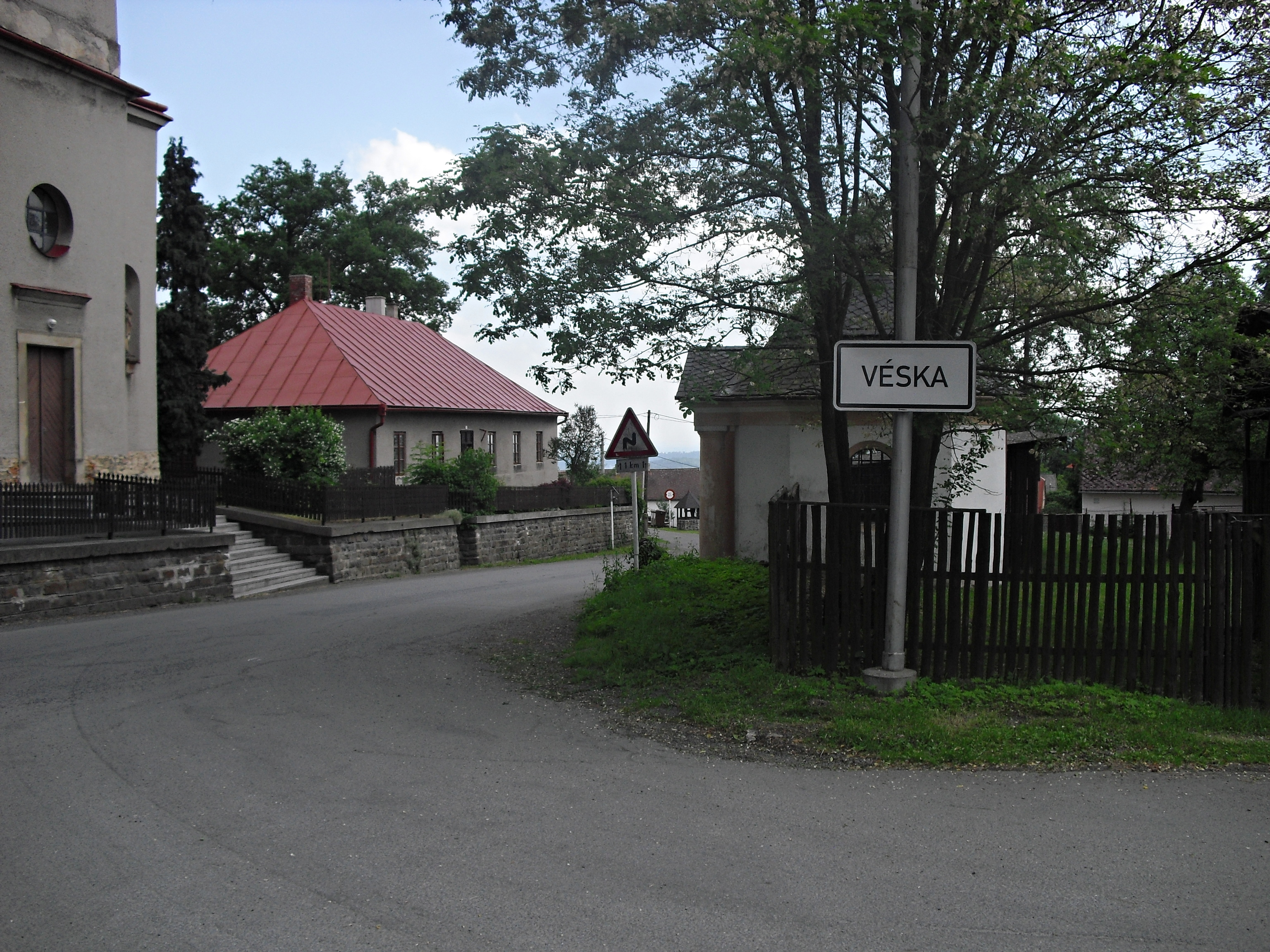
Dörfel

Groß Hermsdorf wurde im 13. Jahrhundert durch die Herrn von Sternberg gegründet. Während der deutschen Besiedlung gehörte das Dorf zum Kuhländchen.
Beim Zensus von 1921 lebten in den 69 Häusern der Gemeinde 378 Personen, darunter 373 Deutsche und 4 Tschechen.
Nach dem Münchner Abkommen wurde der Ort dem Deutschen Reich zugeschlagen und gehörte bis 1945 zum Landkreis Neu Titschein. Aufgrund der Beneš-Dekrete wurde der deutsche Bevölkerungsanteil 1945 enteignet und vertrieben.

## Ortsteile
- Heřmanice u Oder
- Véska

## Söhne und Töchter
- Josef Matzke (1901–1979), österreichischer Theologe